# El Hadjar
El Hadjar är en ort i Algeriet.   Den ligger i provinsen Annaba, i den norra delen av landet, 400 km öster om huvudstaden Alger. El Hadjar ligger 13 meter över havet och antalet invånare är 46 656.
Terrängen runt El Hadjar är platt åt sydost, men åt nordväst är den kuperad.Runt El Hadjar är det tätbefolkat, med 476 invånare per kvadratkilometer. Närmaste större samhälle är Annaba, 11,0 km norr om El Hadjar. Trakten runt El Hadjar består till största delen av jordbruksmark.